# Juan Gris (banda)
Juan Gris es una banda de indie rock peruana, liderada por William Cano, alias Conde Duque, que logró posicionarse en la escena local de Lima, Perú. A pesar de la juventud del proyecto que inicia en el 2015, cuando hacen público su primer trabajo musical, el demo: "Esta bien por ahora", han teloneado a quizás uno de sus mayores referentes musicales Él Mató a un Policía Motorizado, en su penúltima gira por Lima.

## Historia
Según Conde Duque a entrevista a Indiehoy declaró: "Ocurre que mis hijos son pequeños y cantan las canciones de los Faunos, Él Mató, Valentín, entre otros; los escuchaba y sonaba tan bien oírlos desde la terraza, sobre la bici, en los paseos al parque o sentados frente al mar, y me sentí mal conmigo, ya que por lo general mis otras canciones solo hablan de muerte o de asesinos seriales, como las del vals por ejemplo. Entonces comencé a escribir sobre lo que sucedía conmigo, sobre la triste algarabía del ímpetu adolescente de un pre-andropáusico, mis pequeños amigos me alentaban cantando mis nuevas canciones, sentí que le estaba dando al clavo con eso, le mostré las canciones nuevas grabadas en formato casero a Betto, que toca batería. Luego nos pusimos un nombre, creamos una cuenta de Facebook y buscamos al tercer integrante: aparece Diego para darle al bajo, y fue así como triangulamos nuestra banda, nos hicimos de nuevas hazañas y afianzamos nuestra amistad como en esa película donde Kiss pelea contra los fantasmas, monstruos y robots." 

## Curiosidades
El nombre de la banda no se origina en base al pintor español, Juan Gris, en declaraciones a El Comercio (Perú), William Cano, vocalista de la banda menciona que no tenía la más remota idea de la existencia del célebre cubista español. La combinación del nombre salió de la misma manera como suenan las canciones en su celular: por ‘random’. Supieron que el tal Juan Gris existía cuando colgaron en Internet los siete demos de “Está bien por ahora” (2014).

## Discografía
- Brillante (EP) [7][8]
- Esta bien por ahora [9]
- Tristes Hits